# EPrix de Mexico
Le ePrix de Mexico est une épreuve comptant pour le championnat du monde de Formule E FIA. Elle a eu lieu pour la première fois le 12 mars 2016 sur l'Autódromo Hermanos Rodríguez.

## Historique

Le tracé de l'Autódromo Hermanos Rodríguez utilisé entre 2016 et 2019.

Le premier ePrix de Mexico est remporté sur tapis vert par Jérôme d'Ambrosio. Lucas di Grassi a en effet passé la ligne d'arrivée en tête mais a été disqualifié après la course, pour cause de poids non conforme. En 2017, di Grassi remporte la course alors qu'il s'élançait en 16e position sur la grille.
En 2018, Daniel Abt gagne sa première course de sa carrière en Formule E, puis en 2019, après une interruption de presque 30 minutes en raison d’une collision entre Felipe Nasr et Jean-Éric Vergne, c’est de nouveau di Grassi qui remporte la course après avoir dépassé Pascal Wehrlein à seulement quelques mètres de la ligne d’arrivée.

## Le circuit
Le ePrix de Mexico est disputé sur une version raccourcie de l'Autódromo Hermanos Rodríguez, longue de 2,95 kilomètres, et pour la première fois, la Formule E ne se rend pas sur un circuit urbain. Le tracé emprunte l'ovale et une partie du stadium. En 2017, la chicane du premier virage est supprimée, ce qui modifie très légèrement la longueur totale du circuit.

## Palmarès
| Année | Vainqueur                                 | Écurie                                    | Circuit                                   | Résultats                                 | Date                                      |
| ----- | ----------------------------------------- | ----------------------------------------- | ----------------------------------------- | ----------------------------------------- | ----------------------------------------- |
| 2016  | Jérôme d'Ambrosio                         | Dragon Racing                             | Autódromo Hermanos Rodríguez              | Résumé                                    | 12 mars 2016                              |
| 2017  | Lucas di Grassi                           | ABT Schaeffler Audi Sport                 | Autódromo Hermanos Rodríguez              | Résumé                                    | 1er avril 2017                            |
| 2018  | Daniel Abt                                | ABT Schaeffler Audi Sport                 | Autódromo Hermanos Rodríguez              | Résumé                                    | 3 mars 2018                               |
| 2019  | Lucas di Grassi                           | Audi Sport ABT Schaeffler                 | Autódromo Hermanos Rodríguez              | Résumé                                    | 16 février 2019                           |
| 2020  | Mitch Evans                               | Panasonic Jaguar Racing                   | Autódromo Hermanos Rodríguez              | Résumé                                    | 15 février 2020                           |
| 2021  | Annulé à cause de la pandémie de Covid-19 | Annulé à cause de la pandémie de Covid-19 | Annulé à cause de la pandémie de Covid-19 | Annulé à cause de la pandémie de Covid-19 | Annulé à cause de la pandémie de Covid-19 |
| 2022  | Pascal Wehrlein                           | Tag Heuer Porsche Formula E Team          | Autódromo Hermanos Rodríguez              | Résumé                                    | 12 février 2022                           |
| 2023  | Jake Dennis                               | Avalanche Andretti Formula E              | Autódromo Hermanos Rodríguez              | Résumé                                    | 14 janvier 2023                           |
| 2024  | Pascal Wehrlein                           | Tag Heuer Porsche Formula E Team          | Autódromo Hermanos Rodríguez              | Résumé                                    | 13 janvier 2024                           |

## Classements par nombre de victoires

### Pilotes
| Nombre de victoires | Pilote            | Années      |
| ------------------- | ----------------- | ----------- |
| 2 victoires         | Lucas di Grassi   | 2017, 2019  |
| 2 victoires         | Pascal Wehrlein   | 2022 , 2024 |
| 1 victoires         | Jérôme d'Ambrosio | 2016        |
| 1 victoires         | Daniel Abt        | 2018        |
| 1 victoires         | Mitch Evans       | 2020        |
| 1 victoires         | Jake Dennis       | 2023        |

### Écuries
| Nombre de victoires | Écurie                           | Années      |
| ------------------- | -------------------------------- | ----------- |
| 3 victoires         | Audi Sport ABT Schaeffler        | 2017 - 2019 |
| 2 victoires         | Tag Heuer Porsche Formula E Team | 2022 , 2024 |
| 1 victoires         | Dragon Racing                    | 2016        |
| 1 victoires         | Jaguar Racing                    | 2020        |
| 1 victoires         | Avalanche Andretti Formula E     | 2023        |